# Pietro Buscaglia
Pietro Buscaglia (Torino, 9 febbraio 1911 – Vigevano, 12 luglio 1997) è stato un calciatore italiano, di ruolo centrocampista.

## Carriera

### Club
Ha giocato in Serie A con le maglie di Lazio, Torino e Milan.

### Nazionale
Ha giocato la partita disputata a Torino il 25 aprile 1937, vinta per 2-0 dalla nazionale italiana contro l'Ungheria, valida per la Coppa Internazionale.

## Statistiche

### Cronologia presenze e reti in nazionale
| Cronologia completa delle presenze e delle reti in nazionale ― Italia | Cronologia completa delle presenze e delle reti in nazionale ― Italia | Cronologia completa delle presenze e delle reti in nazionale ― Italia | Cronologia completa delle presenze e delle reti in nazionale ― Italia | Cronologia completa delle presenze e delle reti in nazionale ― Italia | Cronologia completa delle presenze e delle reti in nazionale ― Italia | Cronologia completa delle presenze e delle reti in nazionale ― Italia | Cronologia completa delle presenze e delle reti in nazionale ― Italia |
| Data                                                                  | Città                                                                 | In casa                                                               | Risultato                                                             | Ospiti                                                                | Competizione                                                          | Reti                                                                  | Note                                                                  |
| --------------------------------------------------------------------- | --------------------------------------------------------------------- | --------------------------------------------------------------------- | --------------------------------------------------------------------- | --------------------------------------------------------------------- | --------------------------------------------------------------------- | --------------------------------------------------------------------- | --------------------------------------------------------------------- |
| 25-4-1937                                                             | Torino                                                                | Italia                                                                | 2 – 0                                                                 | Ungheria                                                              | Coppa Internazionale 1936-1938                                        | -                                                                     |                                                                       |
| Totale                                                                |                                                                       | Presenze                                                              | 1                                                                     |                                                                       | Reti                                                                  | 0                                                                     |                                                                       |

## Palmarès

### Club

#### Competizioni nazionali
- Coppa Italia: 1

Torino: 1935-1936

### Individuale
- Capocannoniere della Coppa Italia: 1

Torino: 1935-1936 (8 gol)